# 1893
1893 (MDCCCXCIII) var ett normalår som började en söndag i den gregorianska kalendern och ett normalår som började en fredag i den julianska kalendern.

## Händelser

### Januari
- 16 januari–1 april – USA skickar marinsoldater till Hawaii för att skydda amerikanska liv och egendom.[1]
- 17 januari – Citizen's Committee of Public Safety, ledda av Lorrin A. Thurston störtar drottning Liliʻuokalani av Hawaii.

### Mars
- 4 mars
  - Grover Cleveland återkommer som USA:s president, och efterträder därmed sin efterträdare Benjamin Harrison.
  - Adlai Stevenson från Illinois, blir USA:s nye vicepresident. Han är också Clevelands andre vicepresident.

### April
- 23 april – Sveriges författareförening bildas.[2]

### Maj

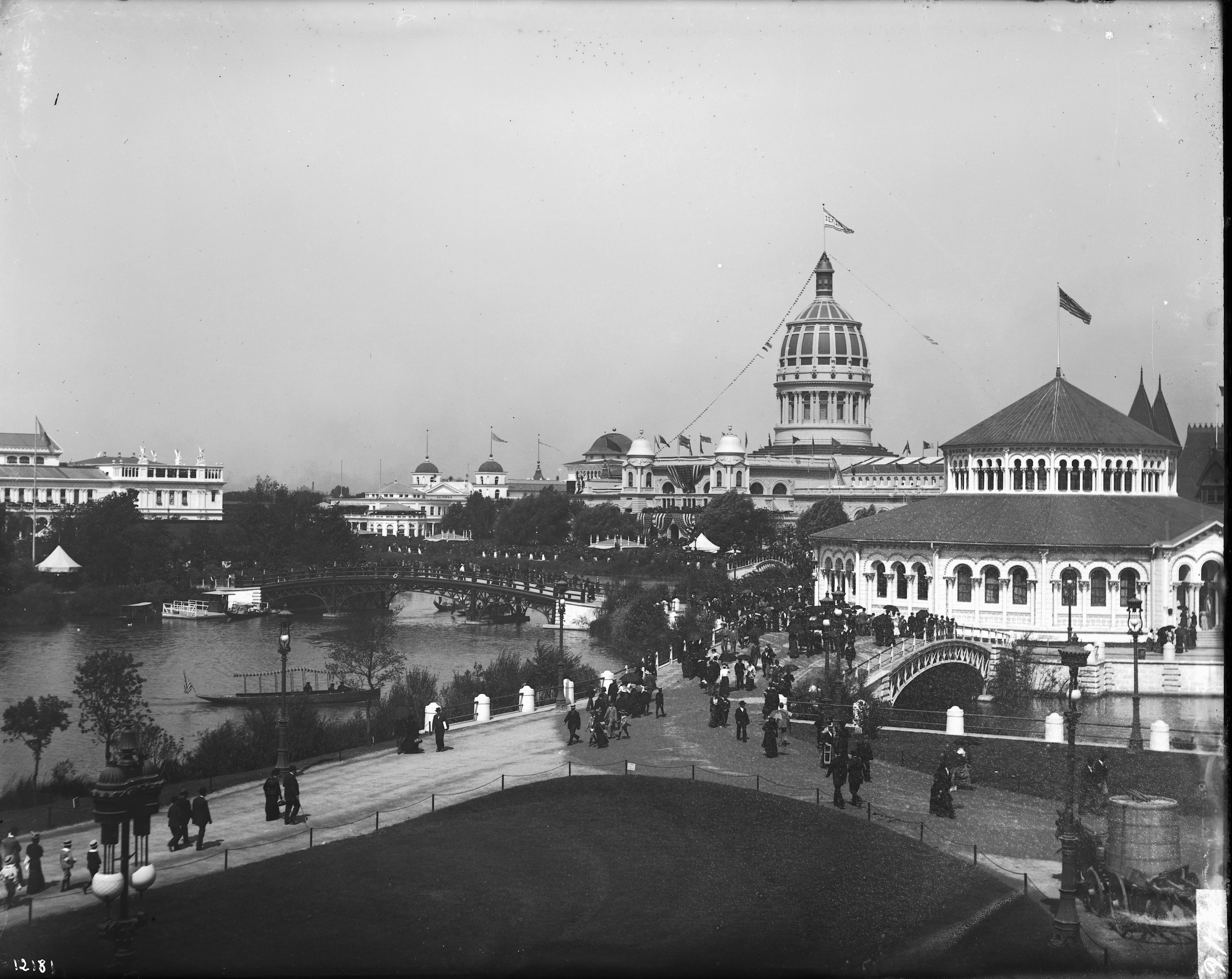
World Columbian Exposition.

- 1 maj – World Columbian Exposition öppnas i Chicago till 400-årsminnet av Columbus upptäckt av Amerika. Hamburgaren introduceras.
- 27 maj – Oscar II avlyssnar stående sången Du gamla, du fria i Lund, en händelse som befäster sången som svensk nationalsång.

### Juni
- 2 juni – I Sverige beslutas det att Högre folkskola kan inrättas på landsbygd eller i stad där inte läroverk finns.
- 6 juni – Du gamla, du fria framförs för första gången officiellt på Skansen, vilket ytterligare befäster dess status som Sveriges nationalsång.

### Juli
- 1 juli – Två svenska missionärer blir mördade i Hubei-provinsen, vilket ger upphov till en diplomatisk tvist mellan Sverige och Kina.

### Oktober
- Oktober – Det första dokumenterade mötet med odjuret i jämtska Storsjön äger rum, då två flickor säger sig ha stött på en fyra meter lång groda.
- 3 oktober – Laos går med i unionen Franska Indokina.[3]
- 19 oktober – Nya Zeeland inför efter ett parlamentsbeslut på denna dag kvinnlig rösträtt, som världens första stat.[4]

### November
- 1 november - Slaget vid Bembezi äger rum i nuvarande Zimbabwe.

- 7 november – Kvinnlig rösträtt införs i den amerikanska delstaten Colorado efter folkomröstningen 1893 Colorado women's suffrage referendum.
- 11 november – I Visby på den svenska ön Gotland i Östersjön invigs "Östra Folkskolan".

### December
- 8 december –  Örnsköldsvik, Sverige får stadsprivilegier.[5]

### Okänt datum
- Sven Hedin påbörjar sin första vetenskapliga expedition till Centralasien.
- En svensk folkriksdag anordnas, där man för fram kravet på allmän och lika rösträtt för män och kvinnor.
- Sveriges första vattenkraftledning transporterar ström 14 kilometer från ett vattenkraftverk till Grängesberg.
- Nationalmuseum refuserar Ernst Josephsons målning Strömkarlen (även känd som Näcken).
- Lund inrättar ett renhållningsverk.
- Kvinnoorganisationen Allgemeiner Österreichischer Frauenverein bildas.
- Norska stortinget underlåter att bevilja anslag till den gemensamma utrikesrepresentationen och nedsätter det kungliga apanaget.
- Djupborrningar startar vid den gamla järnkällan i Ramlösa, Helsingborg.
- Sveriges första folkpark invigs i Malmö.[6]

## Födda

### Första kvartalet

#### Januari
- 3 januari – Rudy Wiedoeft, amerikansk musiker, saxofonist. (död 1940)
- 11 januari – Harley M. Kilgore, amerikansk demokratisk politiker, senator 1941–1956. (död 1956)
- 12 januari
  - Hermann Göring, tysk nazist, Luftwaffe-chef. (död 1946)
  - Beauford H. Jester, amerikansk demokratisk politiker, guvernör i Texas 1947–1949. (död 1949)
  - Alfred Rosenberg, tysk nazist, ideolog. (död 1946)
- 15 januari – Ivor Novello, engelsk skådespelare, regissör, manusförfattare och sångtextförfattare. (död 1951)
- 17 januari
  - Evelyn Scott, amerikansk författare. (död 1963)
  - Tora Teje, svensk skådespelare. (död 1970)
- 18 januari
  - Jorge Guillén, spansk författare. (död 1984)
  - Thomas E. Martin, amerikansk republikansk politiker, senator 1955–1961. (död 1971)

#### Februari
- 3 februari – Gaston Maurice Julia, fransk matematiker. (död 1978)
- 4 februari – Raymond Dart, australisk lärare, professor i anatomi. (död 1988)
- 5 februari – Walter Lindström, svensk skådespelare. (död 1967)
- 10 februari – Bill Tilden, amerikansk tennisspelare. (död 1953)
- 12 februari
  - Omar Bradley, amerikansk militär. (död 1981)
  - Lotus Robb, amerikansk skådespelare. (död 1969)
- 15 februari – Algot Larsson, svensk skådespelare. (död 1980)
- 16 februari – Michail Tuchatjevskij, sovjetisk fältmarskalk. (död 1937)
- 17 februari – Arvid Källström, svensk skulptör. (död 1967)
- 25 februari
  - Edvin Adolphson, svensk skådespelare. (död 1979)
  - Sigfrid Leander, svensk författare och folkbildare. (död 1981)
- 27 februari – Ruth Fröberg, svensk pianist. (död 1966)
- 28 februari – Claude Wickard, amerikansk demokratisk politiker, USA:s jordbruksminister 1940–1945. (död 1967)

#### Mars
- 1 mars – Gösta Ström, svensk skådespelare och inspicient. (död 1966)
- 4 mars – Adolph Lowe, tysk sociolog och nationalekonom. (död 1995)
- 8 mars – Charles M. Dale, amerikansk republikansk politiker, guvernör i New Hampshire 1945–1949. (död 1978)
- 9 mars
  - Esko Aaltonen, finländsk sociolog. (död 1966)
  - Roland Jacobi, ungersk bordtennisspelare. (död 1951)
- 11 mars – Herbert B. Maw, amerikansk demokratisk politiker, guvernör i Utah 1941–1949. (död 1990)
- 12 mars – Erwin Planck, tysk jurist och motståndskämpe. (död 1945)
- 18 mars – Costante Girardengo, italiensk landsvägscyklist. (död 1978)
- 19 mars – José María Velasco Ibarra, ecuadoriansk politiker. (död 1979)
- 24 mars
  - Walter Baade, tysk-amerikansk astronom. (död 1960)
  - Gastone Brilli-Peri, italiensk racerförare. (död 1930)
  - Emmy Sonnemann, tysk skådespelare. (död 1973)
- 26 mars
  - James Bryant Conant, amerikansk diplomat, kemist och kulturpolitiker. (död 1978)
  - Palmiro Togliatti, italiensk kommunistisk politiker. (död 1964)
- 27 mars
  - Ugo Agostoni, italiensk landsvägscyklist. (död 1941)
  - Karl Mannheim, tysk-brittisk sociolog. (död 1947)
  - G. Lloyd Spencer, amerikansk demokratisk politiker, senator 1941–1943. (död 1981)
- 31 mars – Clemens Krauss, österrikisk dirigent. (död 1954)

### Andra kvartalet

#### April
- 3 april
  - Leslie Howard, brittisk skådespelare. (död 1943)
  - Hans Riegel, tysk företagare. (död 1945)
- 7 april – Allen Dulles, amerikansk jurist och underrättelsechef. (död 1969)
- 9 april – Victor Gollancz, brittisk förläggare. (död 1967)
- 10 april – John S. Fine, amerikansk republikansk politiker, guvernör i Pennsylvania 1951–1955. (död 1978)
- 11 april – Dean Acheson, amerikansk demokratisk politiker, USA:s utrikesminister 1949–1953. (död 1971)
- 12 april – Robert Harron, amerikansk skådespelare. (död 1920)
- 17 april
  - Marguerite Broquedis, fransk tennisspelare. (död 1983)
  - Emanuel Moravec, tjeckoslovakisk militär, skriftställare och nazikollaboratör. (död 1945)
- 18 april – Egil Hjorth-Jenssen, norsk skådespelare och teaterchef. (död 1969)
- 20 april
  - Harold Lloyd, amerikansk skådespelare. (död 1971)
  - Joan Miró, spansk målare, grafiker och skulptör. (död 1983)
  - Edna Parker, världens äldsta levande människa. (död 2008)
- 21 april – Walter Christaller, tysk geograf och ekonom. (död 1969)
- 26 april – Harry Hjörne, svensk journalist, chefredaktör för Göteborgs-Posten. (död 1969)
- 27 april – Draža Mihailović, serbisk general. (död 1946)
- 29 april – Harold Urey, amerikansk kemist, nobelpristagare. (död 1981)
- 30 april – Joachim von Ribbentrop, tysk nazistisk politiker, utrikesminister 1938–1945. (död 1946)

#### Maj
- 15 maj – Stanley Lupino, brittisk skådespelare och författare. (död 1942)
- 19 maj – Mathias Alexandersson, svensk skådespelare. (död 1979)
- 20 maj – Hjalmar Gustafson, svensk lantbrukare och socialdemokratisk politiker. (död 1980)

#### Juni
- 1 juni – Dan Moody, amerikansk demokratisk politiker, guvernör i Texas 1927–1931. (död 1966)
- 4 juni – Gunhild Ehrenmark, svensk skådespelare. (död 1957)
- 6 juni – Calle Jularbo, svensk dragspelare och kompositör. (död 1966)
- 13 juni – Oscar Rydqvist, svensk journalist, författare, dramatiker, manusförfattare och regissör. (död 1965)
- 15 juni
  - Gunnar Levenius, svensk militär. (död 1970)
  - Sinclair Weeks, amerikansk republikansk politiker, USA:s handelsminister 1953–1958. (död 1972)
- 21 juni – Alois Hába, tjeckisk kompositör och musikpedagog. (död 1973)
- 23 juni – Adolf Jahr, svensk skådespelare. (död 1964)
- 28 juni – Braswell Deen, amerikansk demokratisk politiker, kongressledamot 1933–1939. (död 1981)
- 30 juni – Walter Ulbricht, tysk politiker, DDR:s ledare 1950–1971. (död 1973)

### Tredje kvartalet

#### Juli
- 11 juli – Tancred Ibsen, norsk regissör och manusförfattare. (död 1978)
- 17 juli – Ilmari Salomies, ärkebiskop i Åbo ärkestift inom Evangelisk-lutherska kyrkan i Finland 1951–1964. (död 1973)
- 19 juli – Vladimir Majakovskij, rysk författare och bildkonstnär. (död 1930)
- 28 juli – Alfhild Degerberg, svensk skådespelare. (död 1977)

#### Augusti
- 1 augusti – Alexander I, kung av Grekland 1917–1920. (död 1920)
- 3 augusti – Elsa Cedergren, svensk liberal politiker. (död 1996)
- 18 augusti – Benjamin Abrams, amerikansk affärsman. (död 1967)
- 19 augusti – Inge Krokann, norsk författare. (död 1962)
- 20 augusti – Robert Humphreys, amerikansk demokratisk politiker, senator 1956. (död 1977)
- 21 augusti – Bugs Moran, amerikansk gangster. (död 1957)
- 30 augusti – Huey Long, amerikansk politiker, guvernör i Louisiana 1928–1932, senator 1932–1935. (död 1935)

#### September
- 6 september – Irving Bacon, amerikansk skådespelare. (död 1965)
- 15 september – Nils Jönsson i Rossbol, svensk hemmansägare och politiker (i bondeförbundet). (död 1957)
- 16 september – Hagar Olsson, finlandssvensk författare, litteraturkritiker, dramatiker och översättare. (död 1978)
- 18 september – Jarl Hemmer, finlandssvensk författare. (död 1944)
- 25 september – Harald Cramér, svensk matematiker. (död 1985)
- 27 september – Uno Larsson, svensk statistskådespelare, fotograf och biografmaskinist. (död 1961)

### Fjärde kvartalet

#### Oktober
- 3 oktober – Elsi Borg, finländsk arkitekt. (död 1958)
- 8 oktober – Ragnar Klange, svensk skådespelare och teaterchef. (död 1976)
- 14 oktober
  - Lillian Gish, amerikansk skådespelare. (död 1993)
  - Gustaf Widner, svensk verkstadsarbetare och socialdemokratisk politiker. (död 1968)
- 15 oktober – Ina Claire, amerikansk skådespelare. (död 1985)
- 21 oktober – Mauritz Strömbom, svensk skådespelare. (död 1967)
- 25 oktober – Kurt Huber, tysk professor, medlem av Vita rosen. (död 1943)
- 30 oktober – Roland Freisler, tysk jurist. (död 1945)

#### November
- 2 november – Alex Södergren, svensk väg- och vattenbyggnadsingenjör. (död 1982)
- 6 november – Edsel Ford, amerikansk chef för Ford Motor Company 1919–1943. (död 1943)
- 11 november – Paul van Zeeland, belgisk politiker. (död 1973)
- 14 november – Carlo Emilio Gadda, italiensk författare. (död 1973)
- 22 november
  - Harley Earl, amerikansk bildesigner. (död 1969)
  - Frederick H. Mueller, amerikansk republikansk politiker. (död 1976)
- 27 november – Dwight Griswold, amerikansk republikansk politiker. (död 1954)

#### December
- 4 december
  - Schamyl Bauman, svensk manusförfattare, producent, filmklippare och regissör. (död 1966)
  - Karin Högel, svensk skådespelare. (död 1976)
- 14 december – Carl Winther, svensk sångare (förste tenor). (död 1949)
- 19 december – Harry Blomberg, svensk författare. (död 1950)
- 23 december – George Schnéevoigt, dansk regissör och fotograf. (död 1961)
- 26 december – Mao Zedong, kinesisk politiker. (död 1976)
- 30 december – Olga Hellquist, svensk skådespelare. (död 1954)
- 31 december – Hans Beck-Friis, svensk friherre, diplomat, ambassadör och golfspelare. (död 1982)

## Avlidna

### Första kvartalet

#### Januari
- 2 januari – Nikolaj Koksjarov, 74, rysk mineralog.
- 7 januari – Joseph Stefan, 57, österrikisk fysiker, matematiker och poet.
- 17 januari – Rutherford B. Hayes, 70, amerikansk politiker, USA:s president 1877–1881.
- 18 januari – Felix von Willebrand, 78, finländsk friherre och läkare.
- 23 januari – Adolf von Scheurl, 82, tysk jurist och politiker.
- 27 januari – James G. Blaine, 62, amerikansk republikansk politiker, USA:s utrikesminister 1881 och 1889–1892.

#### Februari
- 1 februari – Joseph P. Comegys, 79, amerikansk politiker och jurist, senator 1856–1857.
- 2 februari – Carl Georg Andræ, 80, dansk politiker, Danmarks statsminister 1856–1857.
- 3 februari – Karl Johan Carpelan, 81, finländsk friherre och ämbetsman.
- 19 februari – George E. Spencer, 56, amerikansk republikansk politiker, senator 1868–1879.
- 20 februari – P.G.T. Beauregard, 74, amerikansk general i sydstatsarmén.

#### Mars
- 2 mars – Richard M. Bishop, 80, amerikansk demokratisk politiker, guvernör i Ohio 1878–1880.
- 5 mars – Hippolyte Taine, 64, fransk filosof och litteraturhistoriker.
- 20 mars – Carl Magnus Creutz, 71, finländsk ämbetsman och historiker.

### Andra kvartalet

#### April
- 8 april – August Lehmann, 49, tysk stenograf.
- 26 april – Axel Krook, 61, svensk publicist, författare och översättare.
- 27 april – John Ballance, 54, nyzeeländsk politiker, Nya Zeelands premiärminister 1891–1893.

#### Maj
- 12 maj – Georg Viktor av Waldeck-Pyrmont, 62, furste av Waldeck-Pyrmont.

#### Juni
- 4 juni – Hans Michael Schletterer, 69, tysk musiker.
- 15 juni – Ferenc Erkel, 82, ungersk operatonsättare.
- 17 juni – Hanna Ongelin, 44, finländsk författare.

### Tredje kvartalet

#### Juli
- 6 juli – Guy de Maupassant, 42, fransk författare.
- 8 juli – Abraham K. Allison, 78, amerikansk politiker, guvernör i Florida 1865.

#### Augusti
- 7 augusti – Alfredo Catalani, 39, italiensk operakompositör.
- 19 augusti – Fredrik Gabriel Hedberg, 82, finländsk präst och psalmförfattare.
- 20 augusti – Rudolf Wall, 67, svensk tidningsman, grundare av Dagens Nyheter.

#### September
- 7 september – Hamilton Fish, 85, amerikansk politiker, USA:s utrikesminister 1869–1877.
- 22 september – Olaf Isaachsen, 58, norsk målare.
- 29 september – Willis Benson Machen, 83, amerikansk demokratisk politiker, senator 1872–1873.

### Fjärde kvartalet

#### Oktober
- 6 oktober – Ford Madox Brown, 72, brittisk konstnär.
- 17 oktober – Patrice de Mac-Mahon, 85, fransk militär, hertig och marskalk, Frankrikes president 1873–1879.
- 18 oktober – Charles Gounod, 75, fransk kompositör.
- 20 oktober – Johannes Alfthan, 63, finländsk författare.
- 29 oktober – Gustav Fabergé, 78, balttysk juvelerare.
- 30 oktober – Karl Bodmer, 84, schweizisk-fransk konstnär.

#### November
- 1 november – Jan Matejko, 55, polsk konstnär.
- 6 november – Pjotr Tjajkovskij, 53, rysk kompositör.
- 11 november – Charles Henry Bell, 69, amerikansk republikansk politiker, senator 1879, guvernör i New Hampshire 1881–1883.
- 12 november – Anders Melcher Myrtin, 77, svensk häradshövding och riksdagsman.
- 21 november – Jeremiah McLain Rusk, 63, amerikansk republikansk politiker, USA:s jordbruksminister 1889-1893.

#### December
- 15 december – Hinrich Rink, 74, dansk geograf.
- 25 december – Marie Durocher, 84, brasiliansk läkare och barnmorska, den första kvinnliga läkaren i Latinamerika.

### Fotnoter
1. ↑  ”USA:s militära insatser i utlandet 1798-2004”. Arkiverad från originalet den 9 december 2013. https://web.archive.org/web/20131209174005/http://www.history.navy.mil/library/online/forces.htm. Läst 30 januari 2011.
2. ↑  Sveriges författarförening : kort historik över dess verksamhet från 23/4 1893 till 23/5 1924.
3. ↑  World Statesmen
4. ↑  Det hände i dag – 19 oktober
5. ↑  Allehanda Arkiverad 24 oktober 2011 hämtat från the Wayback Machine.
6. ↑  Sverige 1900-talet – Från skillingtryck till miljardindustri, NE, Bra Böcker, 2000